# Carrhotus pulchellus
Carrhotus pulchellus là một loài nhện trong họ Salticidae.
Loài này thuộc chi Carrhotus. Carrhotus pulchellus được Tord Tamerlan Teodor Thorell miêu tả năm 1895.